# Oideterus elegans
Oideterus elegans es una especie de escarabajo longicornio del género Oideterus, categorizada en la tribu Anacolini, de la subfamilia Prioninae. Fue descrita por Waterhouse en 1880.
El período de actividad en ejemplares adultos se presenta regularmente en el mes de junio. Existe un ejemplar de la especie en el museo de Historia Natural.

## Descripción
Mide 11,25-18 mm de longitud. Sin embargo, se han encontrado ejemplares de hasta 20 mm.

## Distribución
Se distribuye por América del Sur: en Ecuador.